# Saločiai
Saločiai är en småstad i Panevėžys län i norra Litauen. Enligt folkräkningen från 2011 har staden ett invånarantal på 720 personer.